# اصطکاک

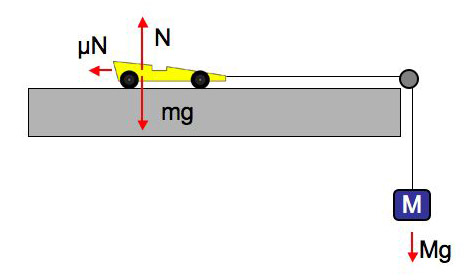
اندازه‌گیری اصطکاک استاتیک (ایستا)

اصطکاک نیروی مقاومتی است که در برابر حرکت اجسام از سطح به وجود می‌آید. این نیرو فقط در خلاف جهت حرکت است و با حرکت اجسام مخالفت می‌کند. برای ایجاد مالش در اجسام باید نیرویی بزرگ‌تر از نیروی اصطکاک در جهت حرکت اعمال کرد. (نیروی اصطکاک همیشه بر حرکت مخالفت نمی‌کند)
اگر نیروی اصطکاک نباشد ماشین نمی‌تواند ترمز کند و راه رفتن روی زمین-حرکت دوچرخه و… غیرممکن است.
به تعریف دیگر: نیرویی است که مانع از حرکت جسم می‌شود یا اگر جسم در حال حرکت است حرکت را برای آن سخت می‌کند. انواع اصطکاک ایستایی و جنبشی هستند.

## انواع اصطکاک

### نیروی اصطکاک ایستایی

هرگاه به جسمی که بر یک سطح افقی در حالت سکون است نیروی افقی وارد شود و جسم حرکت نکند و در حال سکون باقی بماند، نشانگر آن است که برآیند نیروهای وارده بر آن صفر است. پس نیرویی به اندازه نیروی وارده، بر جسم وارد می‌شود که نیروی F را خنثی می‌کند. این نیرو، نیروی اصطکاک ایستایی نامیده می‌شود و از برهم‌کنش بین دو سطحی که نسبت به هم ساکن هستند و با هم در تماس‌اند به‌وجود می‌آید.
اگر نیروی F را بزرگ‌تر کنیم به‌طوری که جسم در آستانه حرکت قرار گیرد، در این حالت نیروی اصطکاک در آستانه حرکت نامیده می‌شود که برابر با بیشینه نیروی اصطکاک ایستایی است.
نیروی در آستانه حرکت در یک نقطه اتفاق می‌افتد که مشخصه‌ای برای محاسبه ضریب اصطکاک ایستایی است، چنانچه نیروی اعمالی به جسم بیشتر از حد آستانه حرکت شود ضریب اصطکاک جنبشی درگیر خواهد شد که مقدار آن از مقدار ایستایی کمتر است همچنین شتاب جسم در آستانهٔ حرکت صفر است.

### نیروی اصطکاک جنبشی
با حرکت جسم جامد بر سطح جسم جامدی دیگر، نیرویی موازی سطح تماس به هریک از دو جسم از طرف جسم دیگر، وارد می‌شود که نیروی اصطکاک جنبشی نام دارد. نیروی اصطکاک جنبشی از برهم‌کنش بین دو سطحی که نسبت به هم متحرک می‌باشند و با هم تماس دارند به وجود می‌آید. جهت نیروی اصطکاک جنبشی در خلاف جهت حرکت جسم است.
- در اکثر اوقات نیروی اصطکاک ایستایی بزرگ‌تر از نیروی اصطکاک جنبشی است. طبق قانون اول نیوتن که قانون اینرسی هم نامیده می‌شود، جسم در حال سکون تمایل دارد در حالت سکون باقی بماند و چنان‌چه حرکت یک‌نواخت دارد به حرکت خود ادامه دهد. زمانی که به جسمی ساکن نیرو وارد می‌شود تا شروع به حرکت کند باید بر نیروی اینرسی و نیروی اصطکاک غلبه کرد. اما زمانی که جسم در حال حرکت یک‌نواخت و بدون شتاب است تنها غلبه بر نیروی اصطکاک وجود دارد، پس به نیروی کمتری نیاز خواهد بود. مانند راه رفتن بر روی زمین که علت ان اصطکاک جنبشی است

تقسیم‌بندی دیگری هم وجود دارد:

### اصطکاکِ خشک
هرگاه بین دو جسم ماده سومی مانند روغن، آب و.. وجود نداشته باشد، اصطکاک به‌وجود آمده را اصطکاکِ خشک می‌نامند.

### اصطکاکِ تر
اصطکاک میان دو جسم که بین آنها سیال عاملی وجود دارد.

## عملکرد اصطکاک
در خصوص نحوهٔ عملکرد نیروی اصطکاک در برخی منابع این گونه بیان شده است که علت وجود نیروی اصطکاک بین دو سطح در حال تماس جوش سرد است.
برخی مواقع اصطکاک بین اجسام می‌تواند به باردار شدن آن‌ها بینجامد (مثل مالش پارچه به شیشه یا مالشی که بین ابرها.

## ضریب اصطکاک

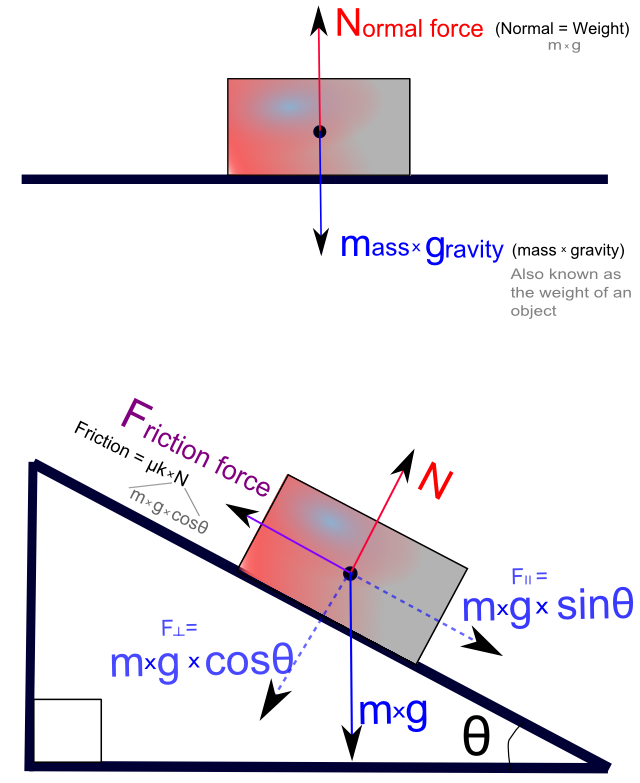
جسم ساکن بالا بر روی یک سطح صاف و با اصطکاک است که نیروی عمود بر سطح (Normal force) برابر وزن (جرم* شتاب جاذبه) است اما از آنجایی که جسم در حال سکون است و در راستای افقی نیروی خارجی ای وارد نمی‌گردد نیروی اصطکاکی وجود ندارد. جسم پایین بر روی یک سطح شیب دار تحت تأثیر نیروی جاذبه قرار دارد. ضریب اصطکاک جنبشی برابر μ است و نیروی عمود بر سطح mgcosθ است در نتیجه نیروی اصطکاک برابر است با mgcosθ*μ

ضریب اصطکاک (به انگلیسی: Coefficient of friction) (COF) عبارت است از مقدار نیروی عمودی بخش بر نیروی اصطکاک. طبق نظریه کولن ضریب اصطکاک هر ماده ثابت است. با این وجود آزمایش‌های انجام شده نشان می‌دهد ضریب اصطکاک به عواملی از جمله فشار تماس، سرعت لغزش، دما، تعداد چرخه‌های بارگذاری (number of cyclic reversals)، و غیره بستگی دارد.